# Condado de Owyhee
El condado de Owyhee (en inglés: Owyhee County), fundado en 1863, es uno de los 44 condados del estado estadounidense de Idaho. En el año 2000 tenía una población de 10.644 habitantes con una densidad poblacional de 0.5 personas por km². La sede del condado es Murphy.

## Geografía
Según la Oficina del Censo, el condado tiene un área total de 19 934 km² (7696,5 mi²), de la cual 19 886 km² (7678,0 mi²) es tierra y 48 km² (18,5 mi²) (0.24%) es agua.

### Condados adyacentes
- Condado de Canyon - norte
- Condado de Ada - norte
- Condado de Elmore - norte
- Condado de Twin Falls - este
- Condado de Elko - sur
- Condado de Humboldt - suroeste
- Condado de Malheur - oeste

## Demografía
En el 2000 la renta per cápita promedia del condado era de $28,339, y el ingreso promedio para una familia era de $32,856. En 2000 los hombres tenían un ingreso per cápita de $25,146 versus $20,718 para las mujeres. El ingreso per cápita para el condado era de $13,405. Alrededor del 16.90% de la población estaba bajo el umbral de pobreza nacional.

## Ciudades
- Bruneau
- Grand View
- Homedale
- Marsing
- Murphy
- Riddle
- Silver City